# Magnetická prášková metoda
Magnetická prášková metoda, nebo také Inkkar je způsob nedestruktivního testování kovových feromagnetických materiálů za účelem zjištění povrchových vad, nebo vad nacházejících se těsně pod povrchem. Touto metodou lze za dobrých podmínek zjišťovat i vady délky pod 1 mm a šířky od 10 μm.

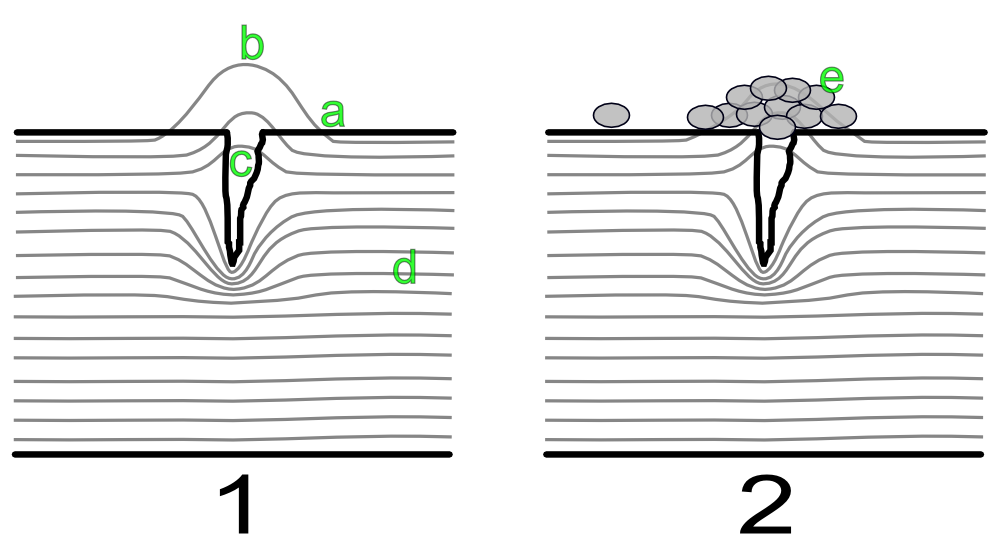
1. Rozložení siločar intenzity magnetického pole ve feromagnetickém materiálu v okolí vady.
2. Indikace tvořená zrnky detekčního prostředku.
a. Magnetický pól - místo kde siločáry vystupují z materiálu.
b. Rozptylový magnetický tok - siločáry, které unikají ze základního materiálu.
c. Vada.
d. Siločáry magnetického pole.
e. Indikace tvořená detekčním prostředkem.

Během zkoušky je díl zmagnetován buď přímo (průchodem elektrického proudu), nebo nepřímo (vnějším zdrojem magnetického pole) například v cívce, nebo pomocí elektromagnetu. V místě, kde se nachází vada, nemůže být pole koncentrované v takové míře, jako v základním feromagnetickém materiálu. Magnetické pole proto vystupuje nad povrch. Tvoří takzvaný magnetický rozptylový tok. Místo, kde magnetické siločáry opouštějí základní materiál, a kde do něj opět vstupují, nazýváme magnetický pól. V místě vady se tak vytvoří malý magnet. Na povrch zkoušeného dílu se nanese detekční prostředek ve formě feromagnetického prášku. Zrnka detekčního prostředku jsou přitahována rozptylovým tokem nad vadami a tvoří viditelnou indikaci. Indikace je následně operátorem vyhodnocena dle kritérií přípustnosti.

## Druhy magnetizačních proudů

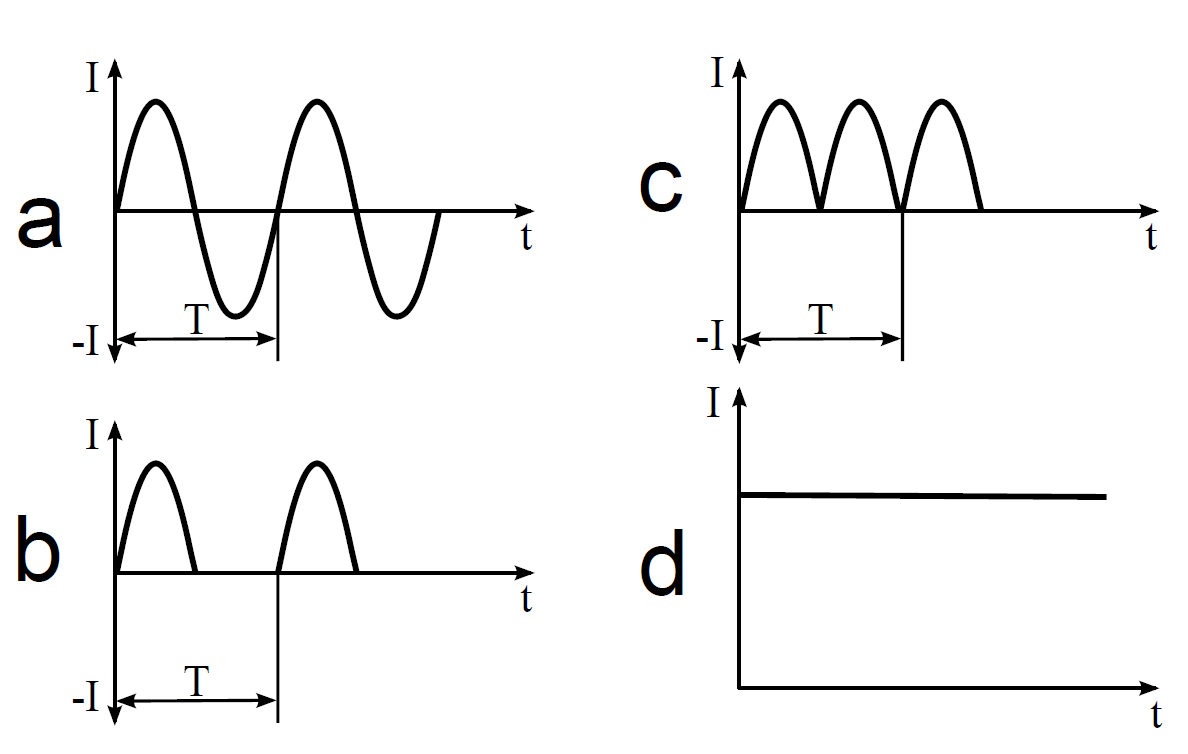
Základní druhy magnetizačních proudů používané pro magnetickou práškovou metodu
a. střídavý proud (AC)
b. jednocestně usměrněný střídavý proud (HWDC)
c. dvoucestně usměrněný střídavý proud (FWDC)
d. stejnosměrný proud (DC)

### Střídavý proud(AC)
Střídavý proud se vyznačuje tak zvaným skin-efektem. Proud teče téměř výhradně v tenké svrchní povrchové vrstvě. Použitím střídavého proudu je tedy magnetován pouze povrch součásti. AC je tedy vhodný pro zjišťování vad otevřených k povrchu, nebo vad nacházejících se těsně pod povrchem. Hloubka magnetizace roste s klesající frekvencí.

### Stejnosměrný proudDC
Stejnosměrný proud se používá k hledání vad ležících hlouběji pod povrchem. Vliv skin-efektu je zanedbatelný a proto je materiál zmagnetiván téměř rovnoměrně v celém svém objemu. V závislosti na vlastnostech povrchu(čistota, členitost, drsnost, permeabilita... ) a velikosti vady, lze detekovat i vady v hloubce 10 mm. Citlivost zkoušky a ostrost indikace s hloubkou vady klesá.

### Usměrněnýstřídavý proud
Jednocestným (HWDC), nebo dvoucestným (FWDC) usměrněním střídavého proudu lze kombinovat vlastnosti, které má magnetizace střídavým a stejnosměrným proudem. Čím větší je stejnosměrná složka magnetizačního proudu, tím hlouběji je materiál zmagnetován. Mezery mezi pulzy v jednocestně usměrněném proudu zas zvětšují pohyblivost částeček detekčního prostředku po povrchu. Kombinace suchého prášku a jednocestně usměrněného proudu je nejvhodnější pro hledání podpovrchových (hlouběji položených) vad.

## Zařízení
Pro řádné zmagnetování zkoušeného objektu je třeba zařízení, které v objektu vytvoří dostatečně silné magnetické pole. Magnetizační zařízení lze rozdělit dle typu na:

### Permanentní magnety
Jejich použití je obvykle povoleno pouze se souhlasem odběratele. Oproti ostatním magnetizérům nepotřebují žádný zdroj elektrické energie. Jejich výkon ale časem slábne, nedají se regulovat a v porovnání s ostatními zdroji jsou slabé.

### Ručníelektromagnet(elektromagnetické jho)

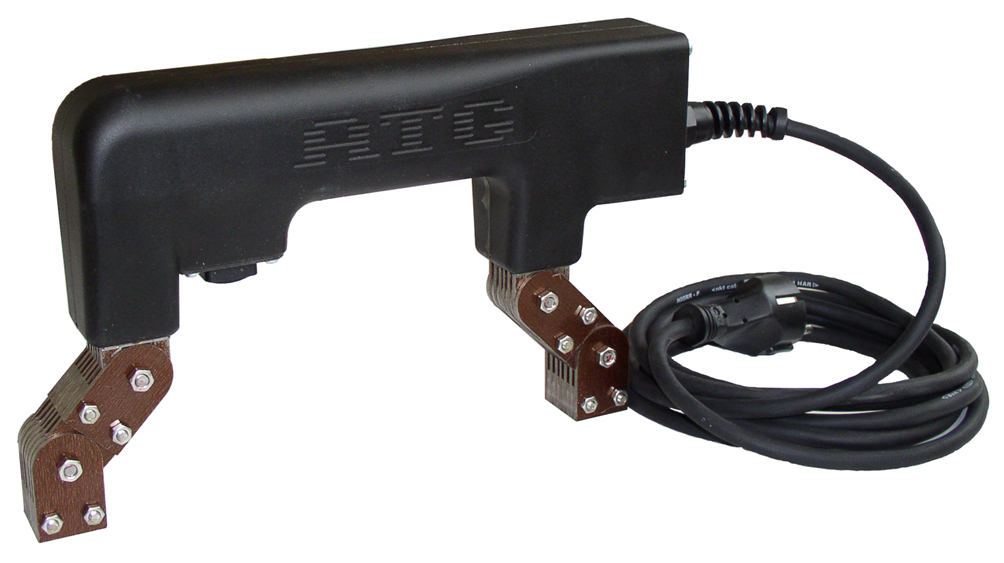
Ruční elektromagnet.

Jho sestává z magnetického obvodu podkovovitého tvaru, který je buzený cívkou. Existují elektromagnety na střídavý i stejnosměrný proud a různá napětí od 12 do 240 V. Výhodou je snadná manipulace v nepřístupných místech, jako jsou velké svařence. S výhodou se také používají pro zkoušení hmotných předmětů, se kterými se těžko manipuluje, nebo je nelze upnout do stacionárního magnetizéru.

### Zdroje magnetizačního proudu
Proud ze zdroje teče buď přímo zkoušeným objektem a vytváří tak přímou cirkulární magnetizaci, nebo je veden v okolí magnetovaného objektu například cívkou, pomocným nebo příložným vodičem. Zkoušený objekt je tím nepřímo magnetován vnějším polem, které proud vytváří v okolí těchto vodičů. Zdroje magnetizačního proudu lze z uživatelského hlediska rozdělit zejména dle jejich výkonu, druhotně potom podle funkcí, které nabízejí (druh magnetizačního proudu, možnost demagnetizace... ).

#### Přenosná zařízení

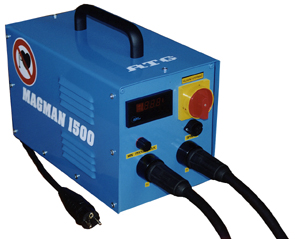
Přenosný zdroj magnetizačního proudu.

Používají se především na stavbách, montážích a při kontrolách ve výrobě materiálu, využití však nacházejí i v řadě dílenských kontrol. Jsou to v principu transformátory, které umožňují transformovat síťové napětí na hodnoty 4÷10 V. Zdroje běžně dodávají proud střídavý a/nebo jednocestně usměrněný, s intenzitou cca do 2 kA. K magnetizaci se využívají flexibilní kabely ve spojení s přiloženými elektrodami, proud se zapíná spínačem v rukojeti jedné elektrody po jejich přiložení na zkoušený materiál.

#### Mobilní zařízení

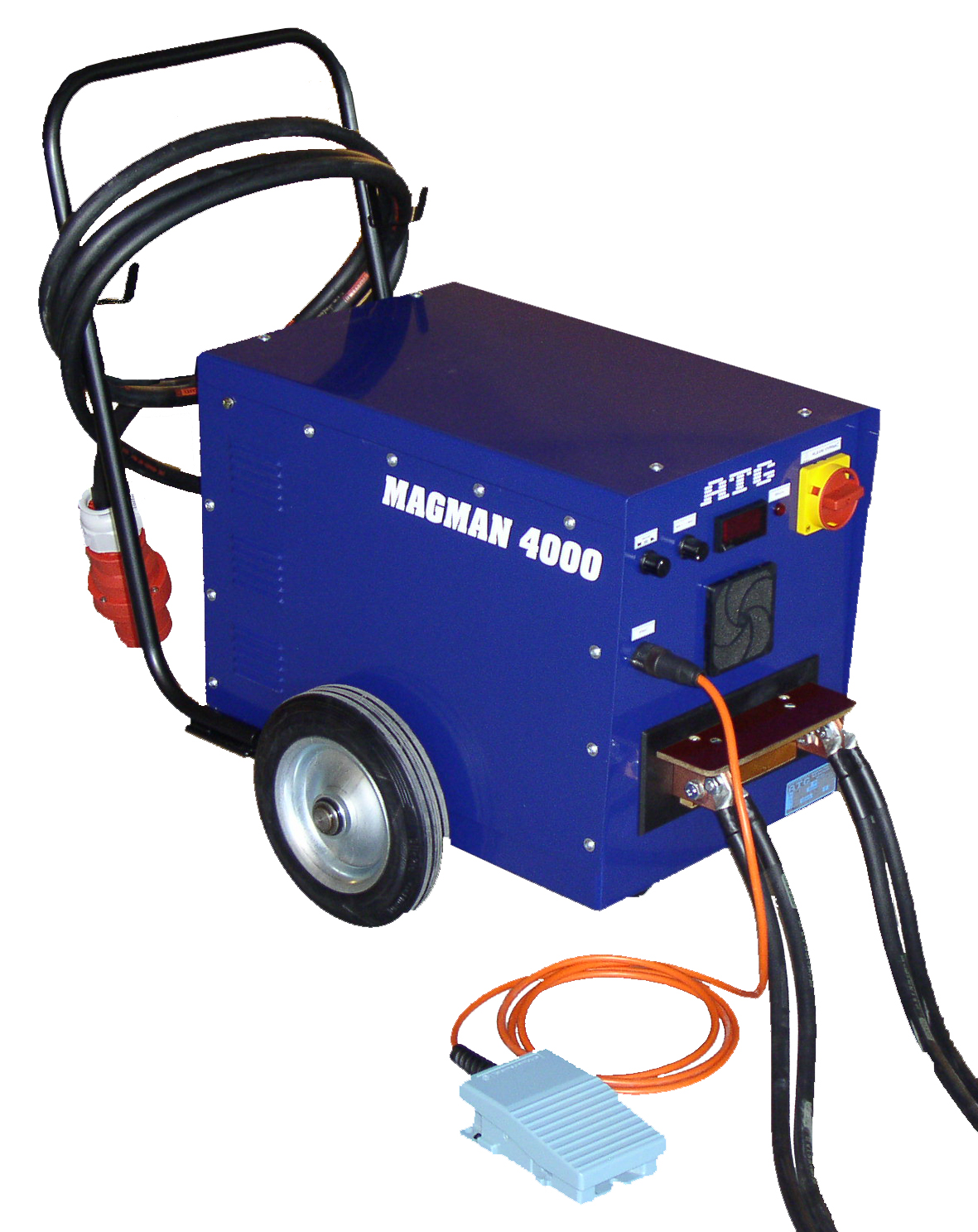
Mobilni zdroj magnetizačního proudu.

Používají se obdobně jako přenosná zařízení s rozšířenou možností využití i proudů plně usměrněných nebo pulzních o podstatně vyšší intenzitě (až cca 10 kA). Tato zařízení se používají nejvíce ve výrobě tam, kde se vyrábějí velké neskladné součásti, které se nemohou, nebo je není vhodné transportovat k magnetizačnímu stacionárnímu zařízení.
Mobilní proudové zdroje bývají kromě různých magnetovacích proudů často vybaveny též odmagnetovacím zařízením.

#### Stacionární zařízení

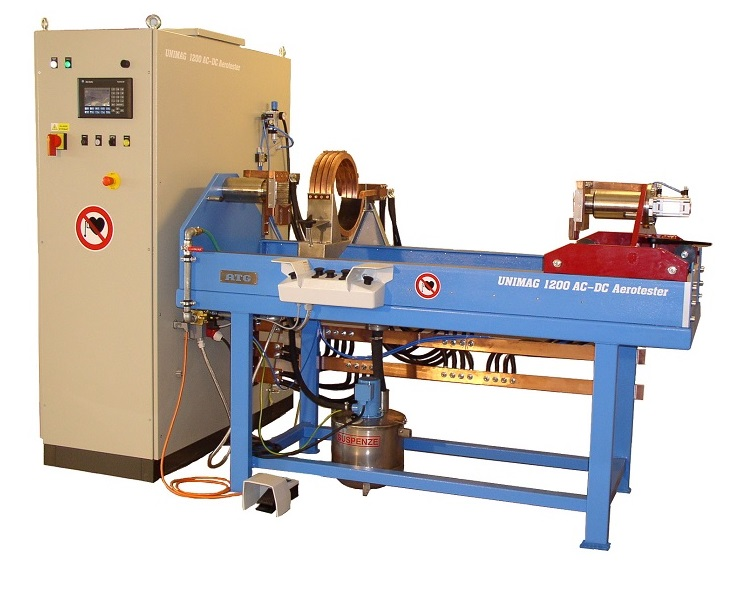
Stacionární magnetizér

Jsou určena pro sériovou provozní kontrolu. Jsou konstruována tak, aby se snížily co nejvíce ztrátové časy spojené s manipulací se zkoušeným výrobkem a vlastním provedením zkoušky a zároveň si zachovaly schopnosti zkoušet tvarově a rozměrově složité výrobky. Tato zařízení obyčejně umožňují cirkulární, podélnou, nebo kombinovanou magnetizaci. Zkoušený předmět je při zkoušce upnut mezi upínacími hlavicemi, které bývají zároveň elektrodami. Přístroje jsou dále doplněny čerpadlem pro cirkulaci detekční kapaliny, vanou zachycující přebytečnou stékající kapalinu, pneumatickým nebo elektromotorickým upínáním, otáčením předmětu při prohlížení indikací vad, regulací intenzity magnetování a odmagnetovacím zařízením. V automobilovém a leteckém průmyslu se používají převážně metody s fluorescenčním práškem. Nejčastěji se využívají stacionární přístroje s generátory AC/AC, kombinací AC/DC, nebo přepínaného třífázového FWDC proudu. Proudové hodnoty se pohybují přibližně v rozsahu 2÷20 kA.